# Horseshoe-Canyon-Formation

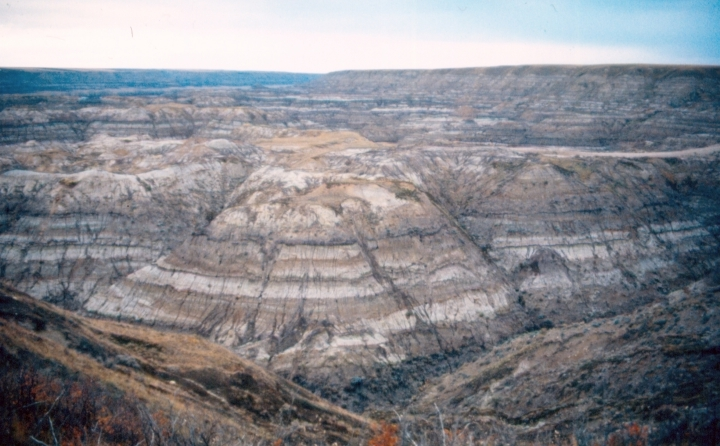
Die Horseshoe-Canyon-Formation an ihrer Typlokalität im Horseshoe-Canyon, nahe Drumheller, Alberta. Die dunklen Bänder sind Kohleschichten.

Die Horseshoe-Canyon-Formation ist eine Abfolge von Sedimentgesteinen der späten Kreidezeit, die in der kanadischen Provinz Alberta aufgeschlossen ist. Diese Formation ist für ihre reichhaltige Fauna fossiler Wirbeltiere bekannt; berühmt sind insbesondere ihre Dinosaurierfossilien. Stratigraphisch gehört sie zur Edmonton-Gruppe, zusammen mit der Whitemud-Formation, der Battle-Formation und der Scollard-Formation. Die Horseshoe-Canyon-Formation ist bis zu 230 Meter dick und besteht aus Tonsteinen, Sandsteinen und kohleführendem Schieferton. Sie lagerte sich während des späten Campaniums (83,5 bis 70,6 mya) und des frühen Maastrichtiums (70,6 bis 65,5 mya) ab; Aufschlüsse finden sich insbesondere im Gebiet um Drumheller sowie weiter nördlich entlang des Red Deer Rivers bei Trochu, aber auch in der Stadt Edmonton. Die Formation ist nach dem Horseshoe-Canyon (Typlokalität) benannt, einer etwa 3 Kilometer langen Schlucht, die sich 17 Kilometer südwestlich von Drumheller am Highway 9 befindet. Der Name („Hufeisen-Schlucht“) beschreibt den hufeisenförmigen Verlauf der Schlucht.

## Geologische Geschichte
Die Horseshoe-Canyon-Formation bildet die unterste lithostratigraphische Einheit der Edmonton-Gruppe. Über ihr folgen die Whitemund-, Battle- und die Scollard-Formation. Unter der Horseshoe-Canyon-Formation liegen die marinen Ablagerungen der Bearpaw-Formation, die zeigen, dass dieses Gebiet einige Millionen Jahre zuvor von einem Meer bedeckt war, dem Western Interior Seaway. Während der Ablagerungszeit der Horseshoe-Canyon-Formation zog sich das Meer immer mehr zurück. Während das obere Drittel der Formation starke marine Einflüsse zeigt, bestehen die unteren zwei Drittel aus Sedimenten, die Flüsse in großen Überschwemmungsebenen ablagerten. Aus den Ablagerungen dieser Überschwemmungsebenen stammt der überwiegende Teil der Wirbeltierfossilien. Der Rückzug des Meeres war jedoch keineswegs vollständig – durch die ständig wechselnden Meeresspiegel entstand eine Vielzahl verschiedener Umgebungen zu unterschiedlichen Zeiten und Orten: Neben den Überschwemmungsebenen gab es marine Habitate in Küstennähe, Deltas, Lagunen, Ästuare und Wattgebiete. Die Kohleschichten weisen auf torfhaltige Sümpfe hin.

## Fossilfauna
Die Wirbeltierfauna der Formation ist gut dokumentiert. Funde von Fischen schließen unter anderem Haie, Rochen, Störe, Knochenhechtartige und Kahlhechtartige mit ein. Im Meer lebte der Plesiosaurier Leurospondylus, während im Süßwasser Schildkröten, Champsosaurus und Krokodile wie Leidyosuchus und Stangerochampsa lebten. Die Landfauna wurde unter anderem von Säugetieren aus der Gruppe der Multituberculaten und dem Beuteltier Didelphodon gebildet; die dominierenden Landwirbeltiere waren jedoch die Dinosaurier. Unter den Herbivoren dominierten insbesondere die Hadrosauriden, von denen die Hälfte aller gefundenen Dinosaurierfossilien stammt: Bekannt sind die Arten Edmontosaurus regalis, Saurolophus osborni und Hypacrosaurus altispinus. Ebenfalls häufig waren Ceratopsier mit den Arten Pachyrhinosaurus canadensis, Anchiceratops ornatus, Arrhinoceratops brachyops und Eotriceratops xerinsularis. Seltener waren Ankylosaurier wie Euoplocephalus tutus und Edmontonia longiceps oder Pachycephalosaurier wie Stegoceras edmontonense. Ein weiterer Ornithischier ist der Ornithopode Parksosaurus warrenae. Unter den Theropoden waren Ornithomimiden wie Dromiceiomimus brevitertius, Ornithomimus edmontonicus und Struthiomimus altus besonders häufig. Der Spitzenprädator war der Tyrannosauride Albertosaurus sarcophagus, der nur in dieser Formation nachgewiesen werden konnte. Kleinere Räuber schließen Ricardoestesia isosceles ein, den Caenagnathiden Chirostenotes pergracilis, den Troodontiden Troodon formosus und die Dromaeosauriden Atrociraptor marshalli,
Dromaeosaurus sp. und Saurornitholestes sp. In der Horseshoe-Canyon-Formation fanden sich auch die Überreste des etwa hühnergroßen Alvarezsauriden Albertonykus borealis, des kleinsten bekannten Dinosauriers von Nordamerika. Der fossile Nachweis stützt die Hypothese vom Ursprung dieser ungewöhnlichen Dinosaurierklade in Südamerika und ihrer Ausbreitung über Nordamerika bis nach Asien.
Daneben ist durch Bernsteinfunde in den Kohleschichten der Horseshoe-Canyon-Formation bei Edmonton und Drumheller die Arthropodenfauna des oberkreidezeitlichen Lebensraums gut belegt. Die bislang aus Bernstein identifizierte formenreiche Fauna (botanische Fossilien sind äußerst selten) bestätigt die bereits aus den Wirbeltierfunden hergeleiteten Habitate.